# Фрідріх III (король Німеччини)
Фрідріх III Красивий (нім. Friedrich III der Schöne; 1 травня 1289, Відень, Австрія — 13 січня 1330, Гутенштайн, Нижня Австрія) — німецький монарх з династії Габсбургів, антикороль Німеччини під ім'ям Фрідріха I з 19 жовтня 1314 по 28 вересня 1322 й з 5 вересня 1325, а також герцог Австрії з 1 травня 1308 (мав співправителів в особі Леопольда I до 3 лютого 1327, Леопольда I до 28 лютого 1326, Альбрехта II Мудрого і Оттона Веселого по 13 січня 1330).

## Молоді роки
Фрідріх I був другим сином короля Німеччини Альбрехта I та Єлизавети Горицької, дочки Мейнхарда II, герцога Каринтії. Після смерті свого старшого брата Рудольфа II у 1307 році й убивства батька у 1308 році Фрідріх успадкував престол Австрії та Штирії, розділивши владу зі своїм молодшим братом Леопольдом I.
Фрідріх виховувався разом зі своїм двоюрідним братом Людвігом IV Баварським, майбутнім імператором Священної Римської імперії, й у ранній молодості вони були близькими друзями. Однак у 1310-их роках між ними виник конфлікт у зв'язку з тим, що Фрідріх домігся опікунства над юними герцогами Нижньої Баварії. 9 листопада 1313 року австрійські війська були розбиті Людвігом IV у битві під Гамельсдорфом, і Фрідріх I був змушений відмовитись від претензій на Нижню Баварію.

## Боротьба за престол Німеччини

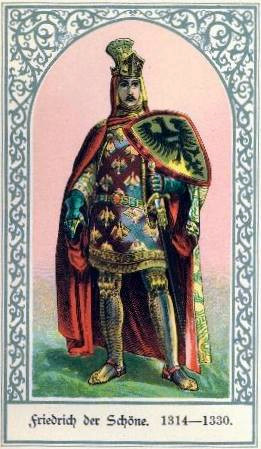
Фрідріх III Красивий.

Після смерті імператора Генріха VII у 1313 році Фрідріх I висунув свою кандидатуру на престол імперії. Частина німецьких князів підтримала його, однак під тиском архієпископа Майнца в жовтні 1314 року королем Німеччини було обрано Людвіга IV Баварського, який був поспіхом коронований в Бонні. Це призвело до тривалої війни за німецький престол між Людвігом IV та Фрідріхом III. Головним прибічником Фрідріха був його брат, австрійський герцог Леопольд I, який забезпечував значні воєнні сили на підтримку претензій Фрідріха. Однак 28 вересня 1322 року в битві під Мюльдорфом армія Фрідріха III була вщент розбита, а понад 1300 дворян з Австрії та Зальцбурга, включаючи самого антикороля, було взято у полон.
Фрідріх III був ув'язнений Людвігом IV у замку Траузніц у Верхньому Пфальці, де він і провів три роки. Опір продовжив Леопольд I, якому вдалось залучити на свій бік короля Чехії та папу римського, що змусило Людвіга IV піти на примирення зі своїм супротивником. 13 березня 1325 року Людвіг IV уклав угоду з Фрідріхом, відповідно до якої останній отримував свободу ціною відмови від претензій на німецький престол й під клятву переконати свого брата Леопольда I припинити опір. Фрідріху, однак, не вдалось змусити Леопольда I визнати Людвіга IV імператором, й він повернувся до Мюнхена в добровільний полон, навіть попри те, що папа римський звільнив його від клятви. Така лицарська поведінка сильно вразила Людвіга Баварського й він знову зблизився з Фрідріхом, домовившись про спільне правління у Німеччині.
За наполяганням папи римського та німецьких князів 7 січня 1326 року між Людвігом IV та Фрідріхом III в Ульмі було укладено угоду, відповідно до якої Фрідріх III визнавався королем і правителем Німеччини, а Людвіг IV мав коронуватись імператором Священної Римської імперії в Італії.
Після смерті Леопольда I у 1326 році Фрідріх залишив пост правителя Німеччини й повернувся до своїх родових володінь.
13 січня 1330 року Фрідріх помер у замку Гутенштайн у Віденському Лісі. Його труну перенесено до собору Св. Стефана у Відні.

## Смерть і образ в літературі
Сюжет добровільного повернення Фрідріха у полон знайшов своє відображення у поемі Шиллера «Німецька вірність», а також у віршах Людвіга Уланда.

## Сім'я

### Дружина

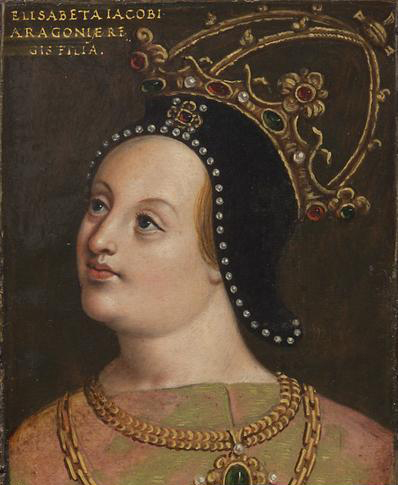
1 Ізабелла (1300—1330)

### Діти

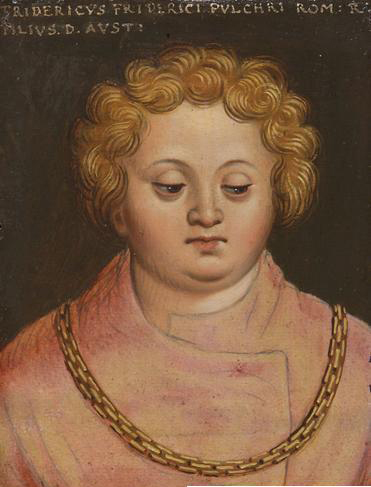
1 Фрідріх (1316—1322)
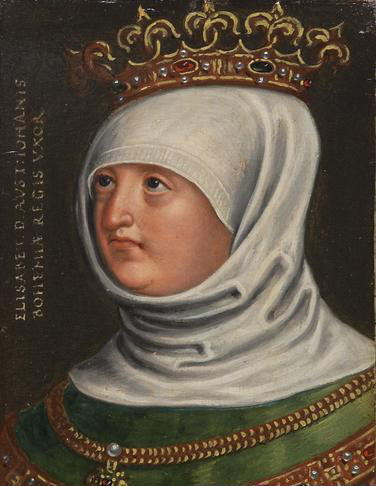
2 Єлизавета (1317—1336)
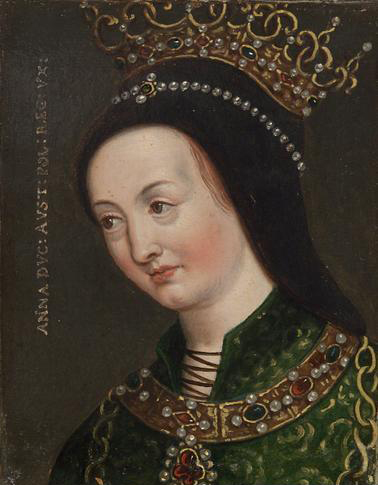
3 Анна (1318—1343)